# Пираты Тортуги
«Пираты Тортуги» (англ. Pirates of Tortuga) — американский историко-приключенческий фильм 1961 года, снятый режиссёром Робертом Д. Уэббом, основанный на подлинной истории английского пирата Генри Моргана.

## Сюжет
После длительного плавания капитан Барт Пэкстон возвращается в Англию. Адмиралтейство поручает капитану новое и ответственное задание — уничтожение флота пирата Генри Моргана, который грабит и топит английские корабли в Карибском море. Собрав команду из преданных людей, капитан Бартон отправляется на захваченный испанцами остров Тортуга, где базировался пиратский флот. Генри Морган узнаёт о намерениях Барта и готовится к его приёму. Между ними завязывается смертельное противостояние…

## В ролях
- Кет Скотт — капитан Барт Пэкстон
- Летиция Роман — Мэг Грэм
- Дейв Кинг — Пи Ви
- Джон Ричардсон — Перси
- Рафер Джонс — Джон Гаммел
- Роберт Стивенс — Генри Морган
- Рейчел Стивенс — Фиби
- Стэнли Адамс — капитан Монбар
- Эдгар Барьер — сэр Томас Моллифорд
- Джим Форрест — Реджи
- Патрик Секстон — Рэндольф
- Артур Гулд-Портер — Боннетт
- Ортанс Петра — Лола
- Малкольм Кассел — Киппер

## Съёмочная группа
- Режиссёр: Роберт Д. Уэбб
- Продюсер: Сэм Кайман
- Сценаристы: Джесси Ласки, Пэт Сильве, Мелвин Леви
- Оператор: Эллис В. Картер
- Композиторы: Пол Соутелл, Берт Шефтер